# 광양 수성당
광양 수성당은 대한민국 전라남도 광양시 광양읍에 있다. 2008년 12월 24일 광양시의 향토문화유산 제11호로 지정되었다.

## 개요
1928년 현재의 위치에 건립된 수성당 건물은 일반 한옥 형태로 전면 5칸 측면 3칸으로 되어 있으며, 수성당 노인회에서 관리해 오면서 수차례 보수정비를 실시하였다. 노인당 건물과 함께 단독주택 1동이 건립되어 있으며, 2001년에 사무소 1동과 창고 및 욕실 1동 등 부속건물 증축되었다. 성당 노인회는 1918.3.15. 수성당 건립 당시에 창립되어 양로계의 형식을 취하다 1920년 노인회로 개칭되어 운영되고 있다. 마을의 화합과 경로사상 발휘로 건립된 수성당의 의미는 사라져가는 미풍양속을 엿볼 수 있는 현장으로 인정되어 보존관리할 필요가 있다고 인정된다.